# St. Mauritius (Ebersmunster)

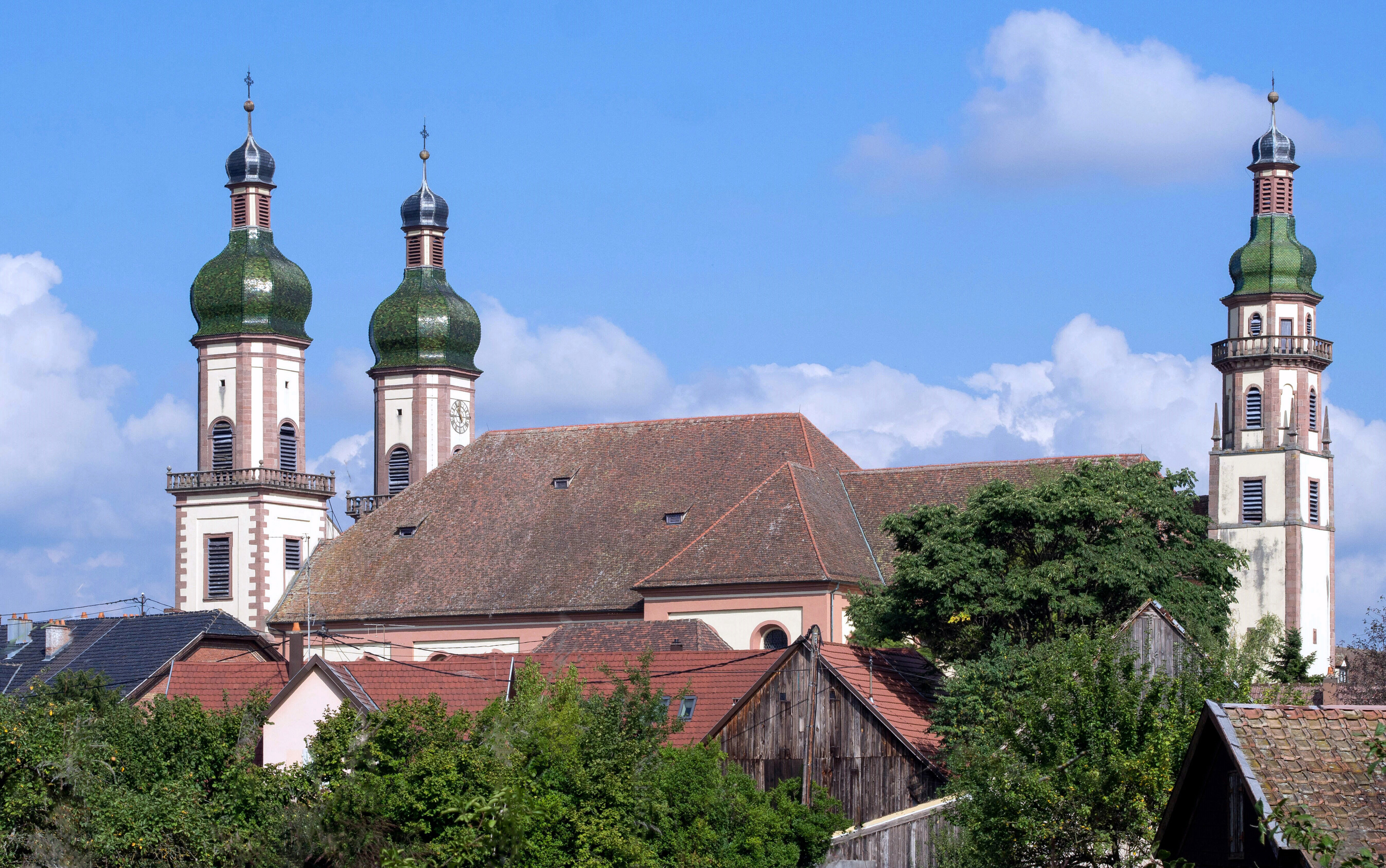
Gesamtansicht von Süden

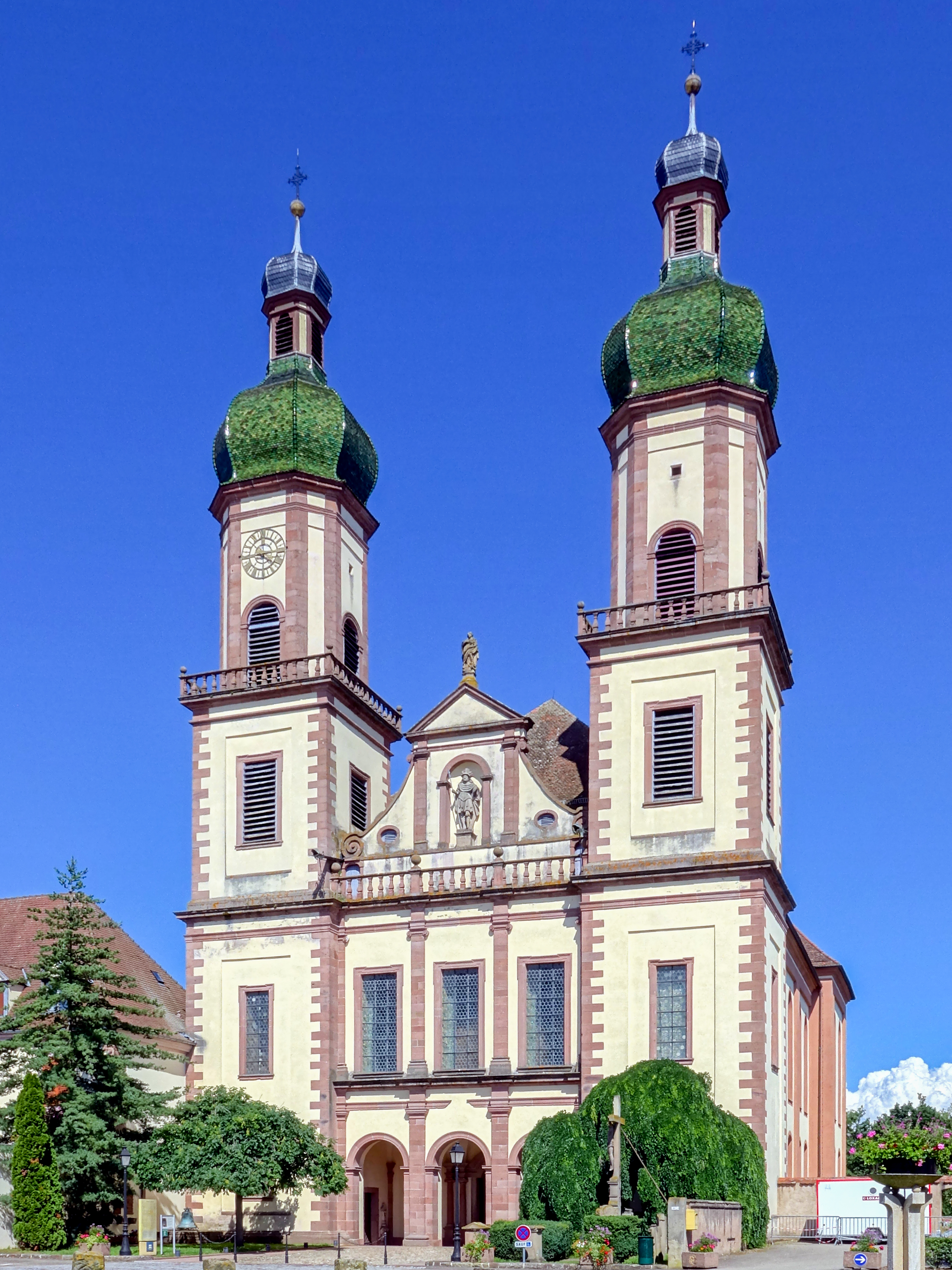
Fassade der Kirche

Die dreitürmige ehemalige Abteikirche St. Mauritius (Französisch: Abbatiale Saint-Maurice) ist die Hauptsehenswürdigkeit des Dorfes Ebersmünster bei Schlettstadt.
Das 1727 vollendete Gotteshaus, ein Werk des Vorarlberger Architekten Peter Thumb, gilt als eine der schönsten Barockkirchen im Osten Frankreichs.

## Geschichte
St. Mauritius von Ebersmünster entstand als Kirche der inzwischen aufgelösten Benediktinerabtei Ebersmünster, die auf das 7. Jahrhundert zurückging und zu den ältesten Abteien im Elsass gehörte.

## Beschreibung
Der heutige Bau folgt dem Vorarlberger Münsterschema, das von den Baumeistern der Auer Zuft in vielen Kirchenbauten Süddeutschlands und der südlich angrenzenden Regionen verwirklicht wurde. Meist wird als Baumeister Peter Thumb genannt, aber es gibt Anhaltspunkte, dass der Bau trotz dessen Beteiligung hauptsächlich Franz Beer von Bleichten zuzuschreiben ist, wie Thumb ebenfalls aus Au (Vorarlberg) stammend.
Das Gebäude gliedert sich in ein rechteckiges dreijochiges Kirchenschiff, ein kaum auskragendes Querhaus und den daran anschließenden eingezogenen Chor mit halbrundem Abschluss. Die streng aber stark gegliederte Doppelturmfassade im Westen beherrscht das Bauwerk, das auf einen Vorgängerbau aus dem 17. Jahrhundert zurückgeht. Die Giebelspitze der Fassade krönt eine Madonnenstatue. Im obersten Giebelfeld findet sich in einer Konche eine Statue des Kirchenpatrons St. Mauritius. Eher ungewöhnlich ist ein dritter Turm am östlichen Chorhaupt, Tour des païens (Heidenturm) genannt, der nahezu gleich hoch wie die beiden Fassadentürme ist. Die Türme sind bedeckt mit Zwiebelhauben, denen Laternen aufgesetzt sind. Am Ostturm befindet sich unterhalb der Haube ein Umgang.
Nördlich an das Kirchenbauwerk schließen sich die ehemaligen Konventsgebäude an.
Dem eher schlicht gehaltenen Äußeren entspricht im Inneren eine prachtvolle Raumgestaltung und Ausstattung. Diese ist zum großen Teil das Werk von Tiroler Künstlern: Die Deckengemälde, mit Darstellungen des Mauritius- und der Benedikt-Legende, stammen von Josef Mattes (Langhaus) und Josef Mages (Chor, Querschiff, Vierung), auch das Chorgestühl und die Beichtstühle wurden von Tiroler Künstlern gefertigt. Doch auch Elsässer waren an der Gestaltung des hellen und farbenfrohen Innenraums beteiligt: Der ausdrucksvolle Samson der Kanzel (vergleiche auch St. Georg in Schlettstadt) wird Clemens Winterhalder zugeschrieben; die Kanzel selbst ist neueren Datums. Der mächtige Hochaltar stammt von dem Schlettstädter Jean-Léonard Meyer. Die anderen Altäre sind Werke des Schlettstädters Anton von Wihl und des Colmarers Anton Ketterer.

### Ausmaße
- Außenlänge: 68,90 Meter
- Außenbreite der Fassade: 25 Meter
- Innenlänge: 56,80 Meter
- Innenbreite des Kirchenschiffs: 19,90 Meter
- Innenbreite des Chors: 12,30 Meter
- Innenhöhe des Mittelschiffs: 19,30 Meter
- Innenhöhe des Chors: 16,30 Meter
- Höhe der Fassadentürme: 47,80 Meter
- Höhe des Chorturms: 44,70 Meter

### Baumaßnahmen
Im Jahre 2004 wurden im Gemäuer des hinteren Turmes (genannt Tour des païens, Heidenturm) Risse festgestellt. Überprüfungen zeigten, dass die Grundfesten den Turm nicht mehr genügend stützten und dieser mittelfristig vom Einsturz bedroht war. 2007 brachte die Gemeindeverwaltung vorläufig Stahlträger als äußere Stützen an den Turm an. Nach langwieriger Kostenberechnung und -Aufteilung auf Staat, Region, Departement und Gemeinde begannen am 29. Januar 2009 Baumaßnahmen zur dauerhaften Konsolidierung und Restaurierung des Turmes, die 2010 abgeschlossen wurden.

## Silbermann-Orgel
In der Kirche befindet sich ebenfalls eine 1730–1732 von Andreas Silbermann gebaute Orgel, die zu den am besten erhaltenen Werken des berühmten Orgelbauers gehört. Sie wurde 1997–1999 von Gaston Kern, Yves Koenig (Gehäuse und Farbfassung) und Richard Dott (Schlösser und Metallverschläge) restauriert. Das Instrument hat 29 Register auf 3 Manualen und Pedal. Erwähnenswert ist das Echowerk mit verkürztem Tonumfang.
| I Positif de Dos C–c3 |                |        |
| 1.                    | Bourdon        | 8′     |
| 2.                    | Prestant       | 4′     |
| 3.                    | Nasard         | 2 ⁄3′  |
| 4.                    | Doublette      | 2′     |
| 5.                    | Tierce         | 1 3⁄5′ |
| 6.                    | Fourniture III |        |
| 7.                    | Cromorne       | 8′     |
|                       | Tremblant doux |        |

| II Grand Orgue C–c3 |                  |        |
| 8.                  | Bourdon          | 16′    |
| 9.                  | Montre           | 8′     |
| 10.                 | Bourdon          | 8′     |
| 11.                 | Prestant         | 4′     |
| 12.                 | Nasard           | 2 ⁄3′  |
| 13.                 | Quarte de nasard | 2′     |
| 14.                 | Tierce           | 1 3⁄5′ |
| 15.                 | Cornet V         |        |
| 16.                 | Fourniture III   |        |
| 17.                 | Cymbale III      |        |
| 18.                 | Trompette        | 8′     |
| 19.                 | Clairon          | 4′     |
| 20.                 | Voix humaine     | 8′     |

| III Echo c1–c3 |                |    |
| 21.            | Bourdon        | 8′ |
| 22.            | Prestant       | 4′ |
| 23.            | Cornet III     |    |
| 24.            | Trompette      | 8′ |
|                | Tremblant doux |    |

| Pédale C–c1 |             |     |
| 25.         | Flûte       | 16′ |
| 26.         | Octavebasse | 8′  |
| 27.         | Bombarde    | 16′ |
| 28.         | Trompette   | 8′  |
| 29.         | Clairon     | 4′  |

- Koppeln: I/II

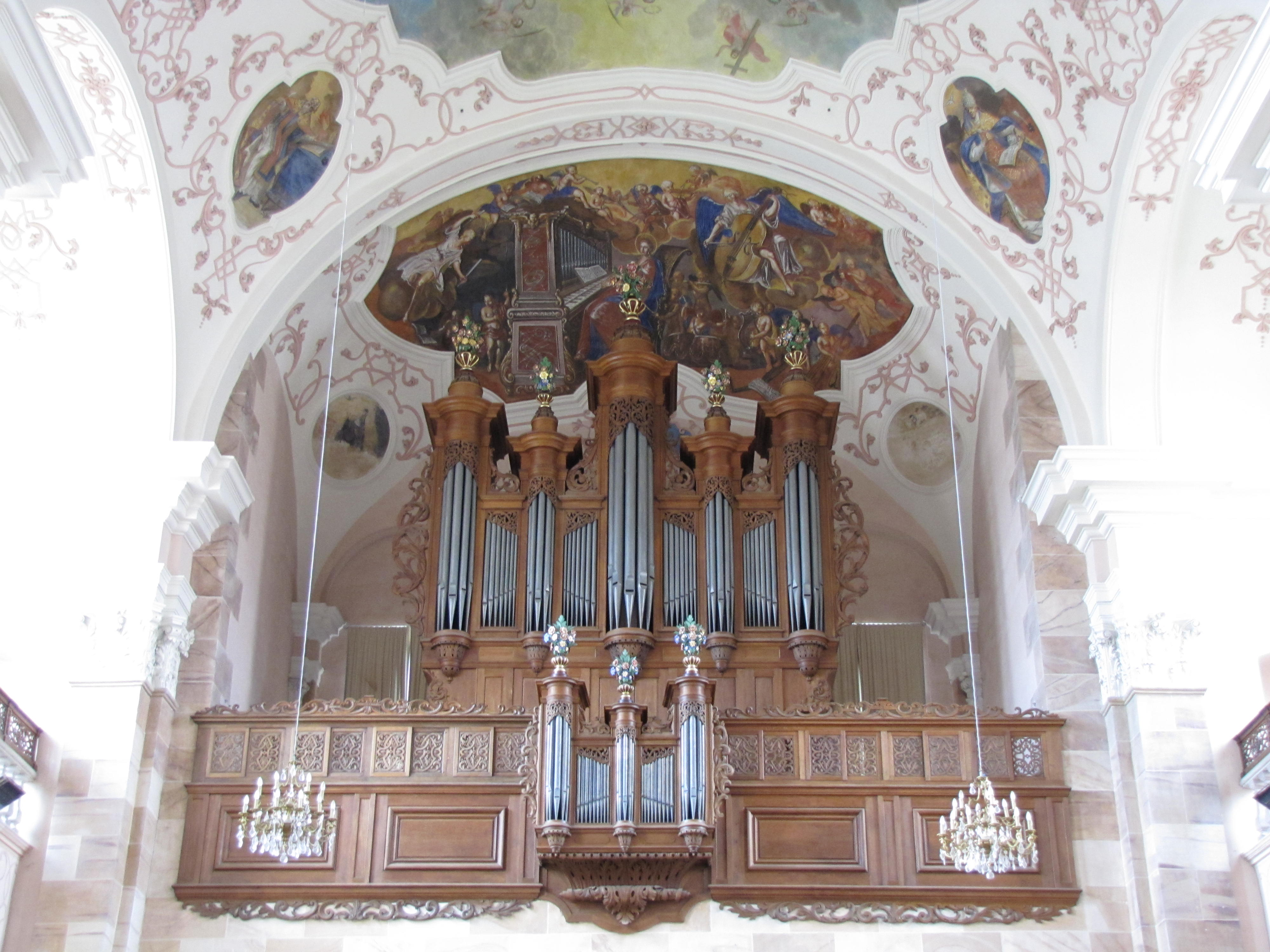
Prospekt der Silbermann-Orgel

Jedes Jahr wird von Mai bis Juli in der Abteikirche eine Konzertreihe veranstaltet, Les Heures Musicales d’Ebersmunster, deren Ertrag der Restaurierung der Kirche zugutekommt.

## Glocken
Die ehemalige Klosterkirche besitzt ein vierstimmiges Geläut:
| Nr. | Ton | Gießer                     | Ort und Gussjahr |
| --- | --- | -------------------------- | ---------------- |
| 1   | d'  | Honoré Perrin-Martin       | Lothringen 1866  |
| 2   | e'  | Causard                    | Colmar 1957      |
| 3   | g'  | Causard                    | Colmar 1929      |
| 4   | h'  | Karlsruher Glockengießerei | Karlsruhe 199?   |

## Fotogalerie

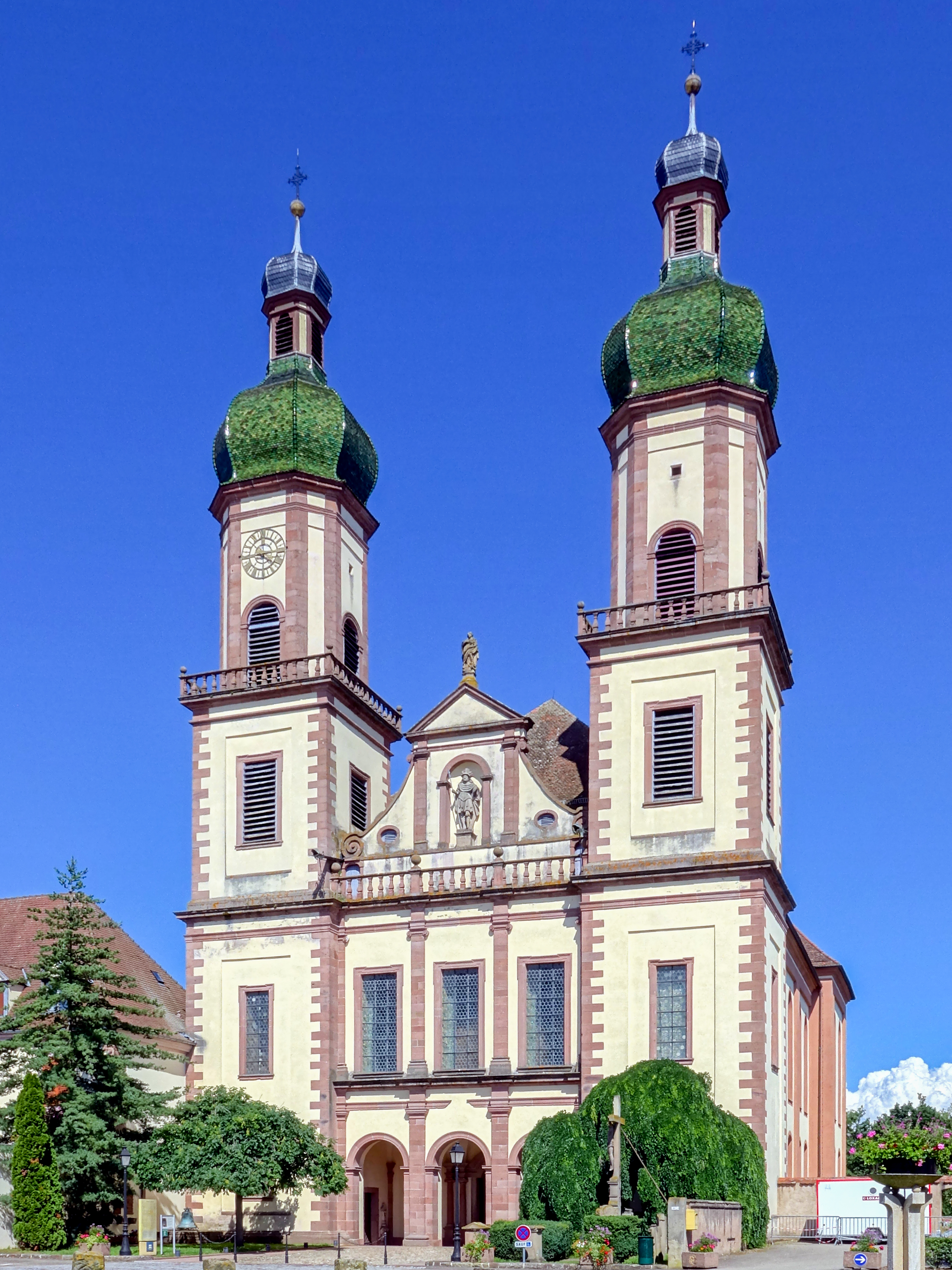
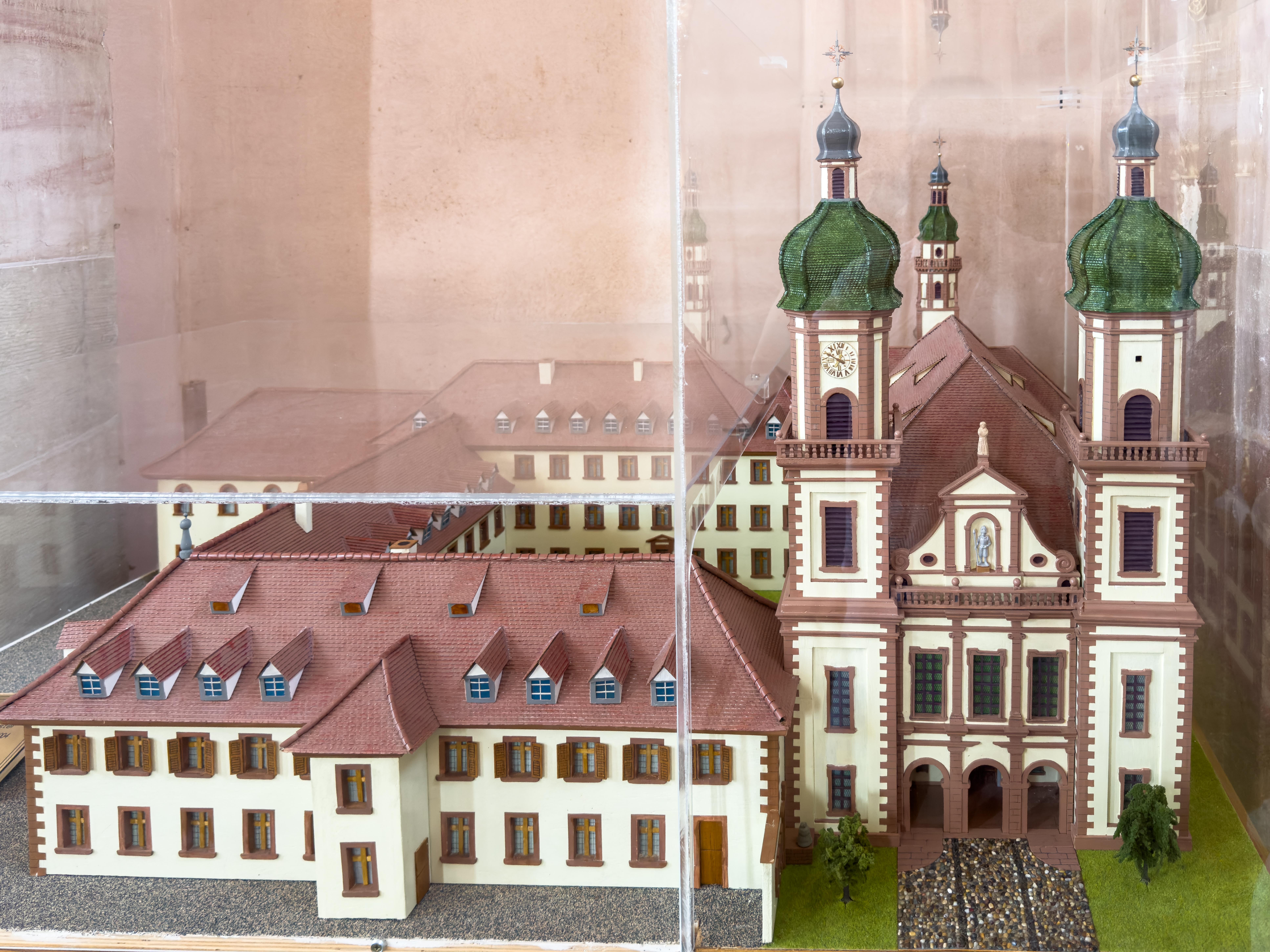
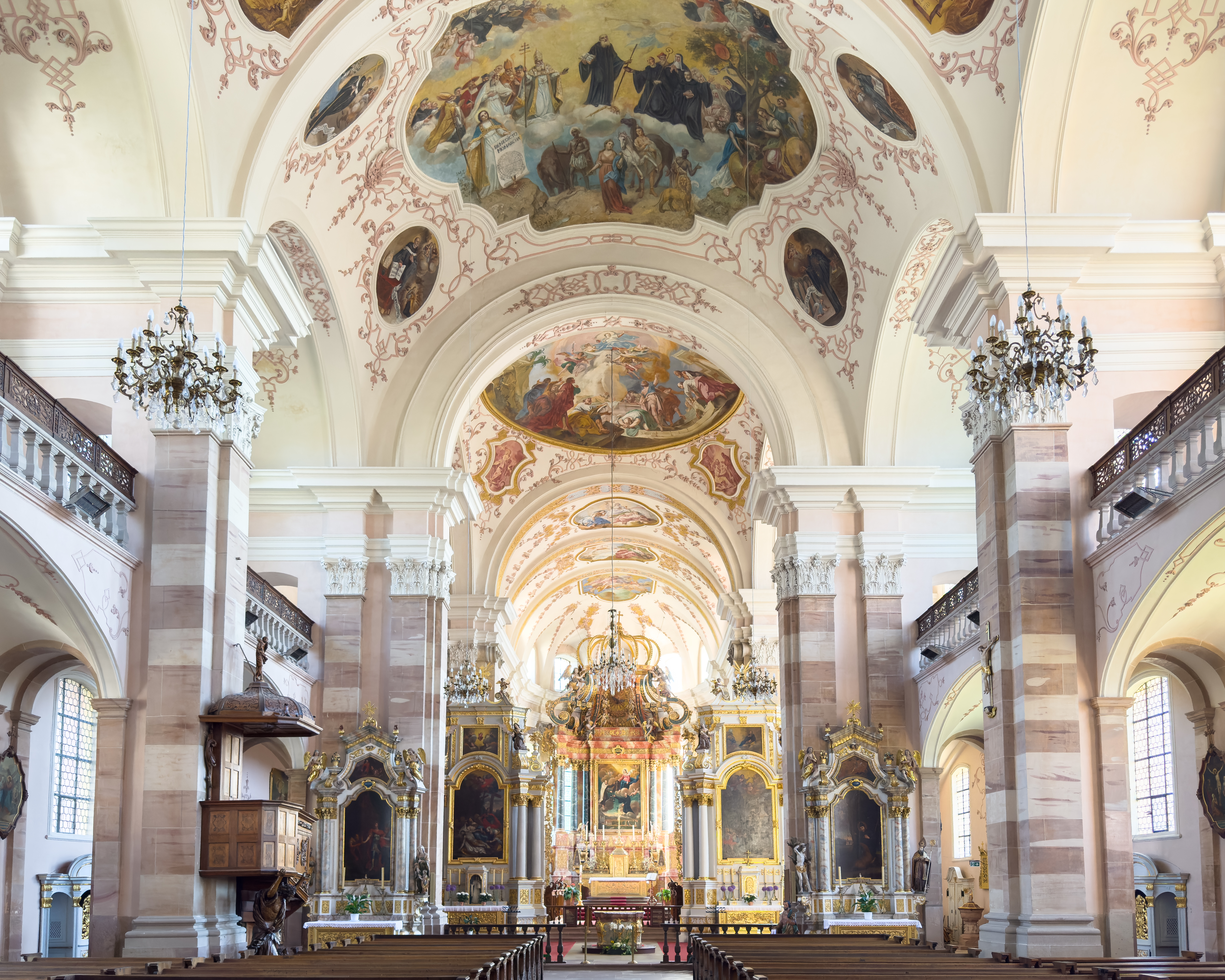
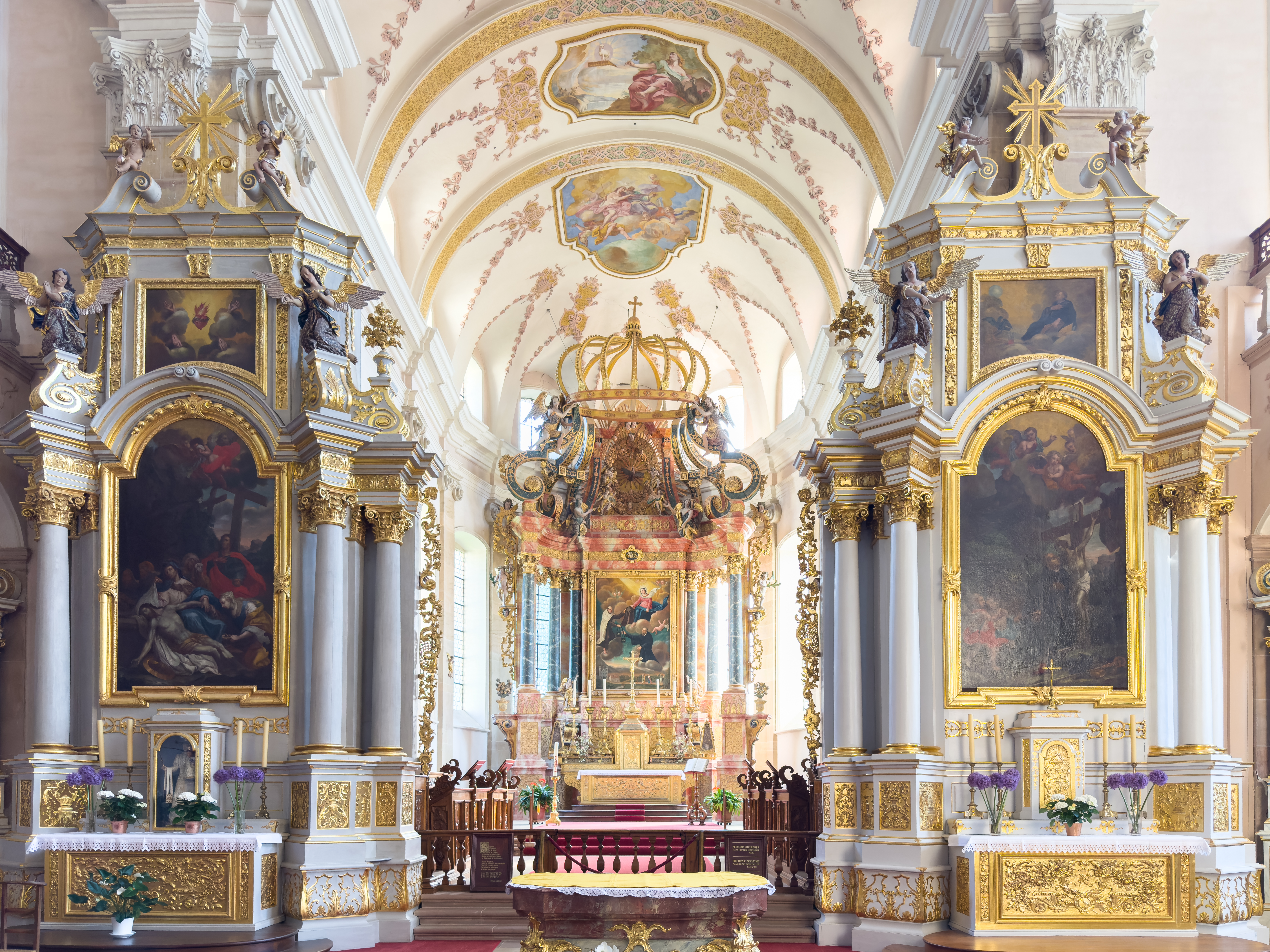
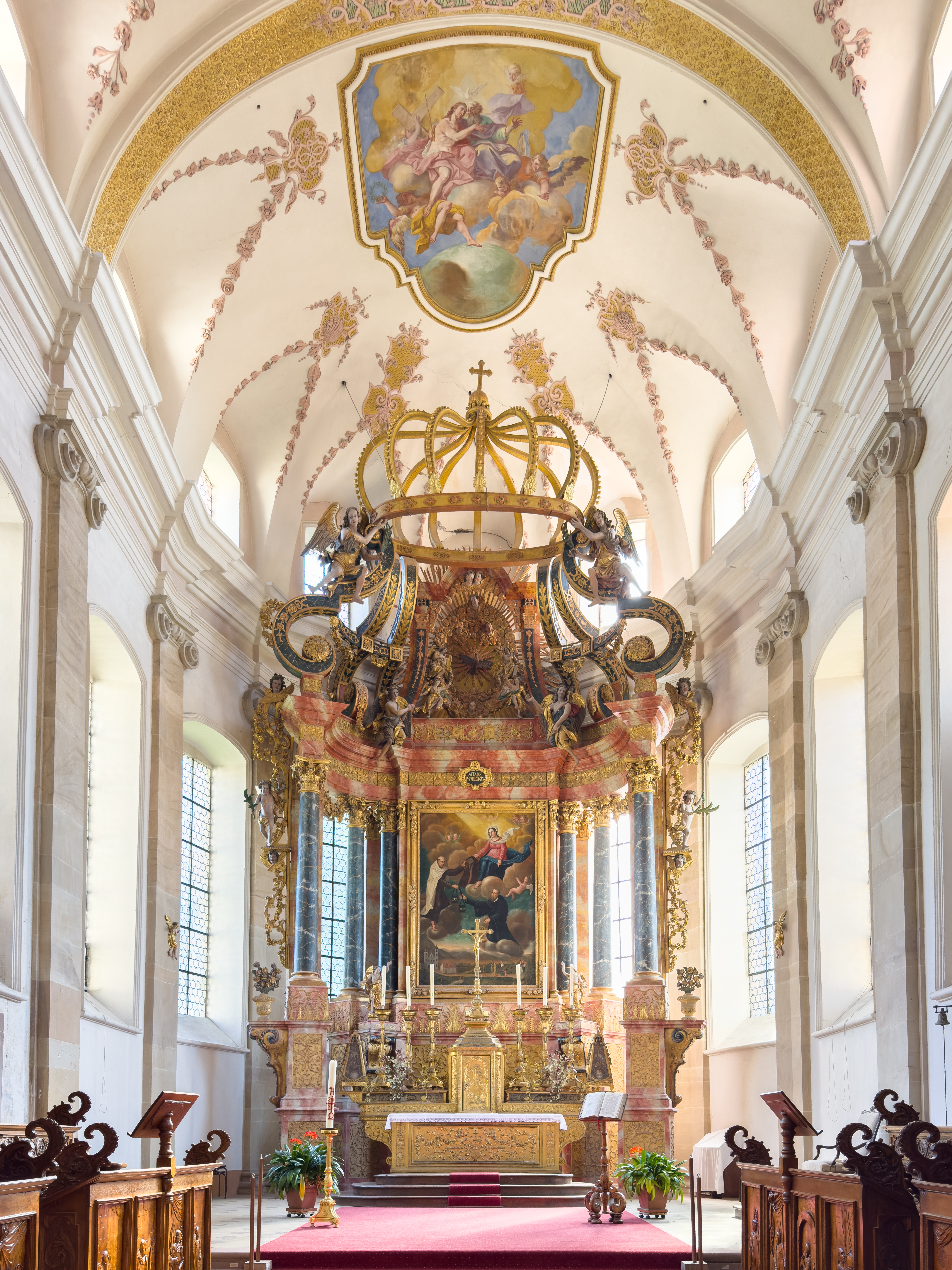
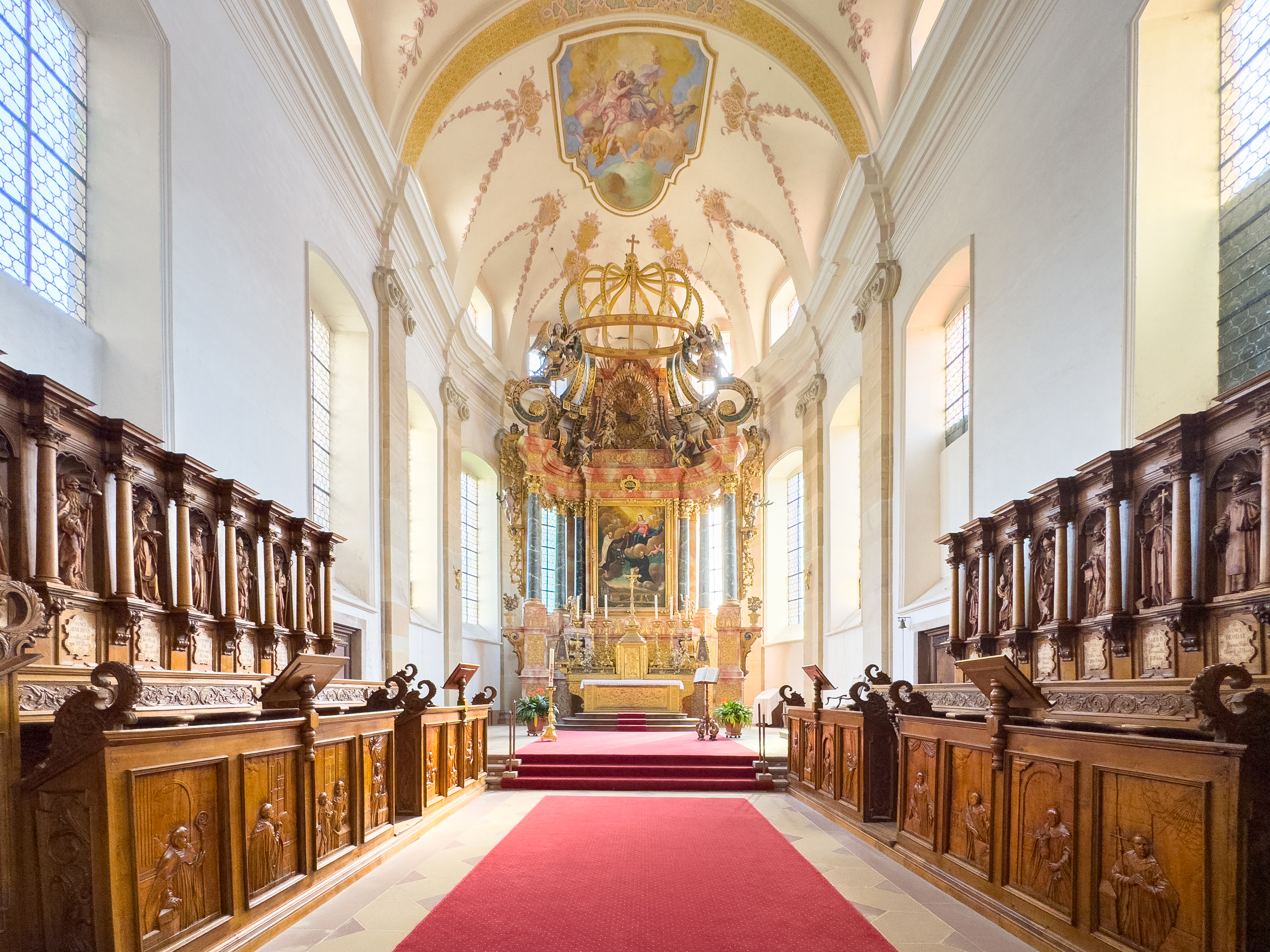
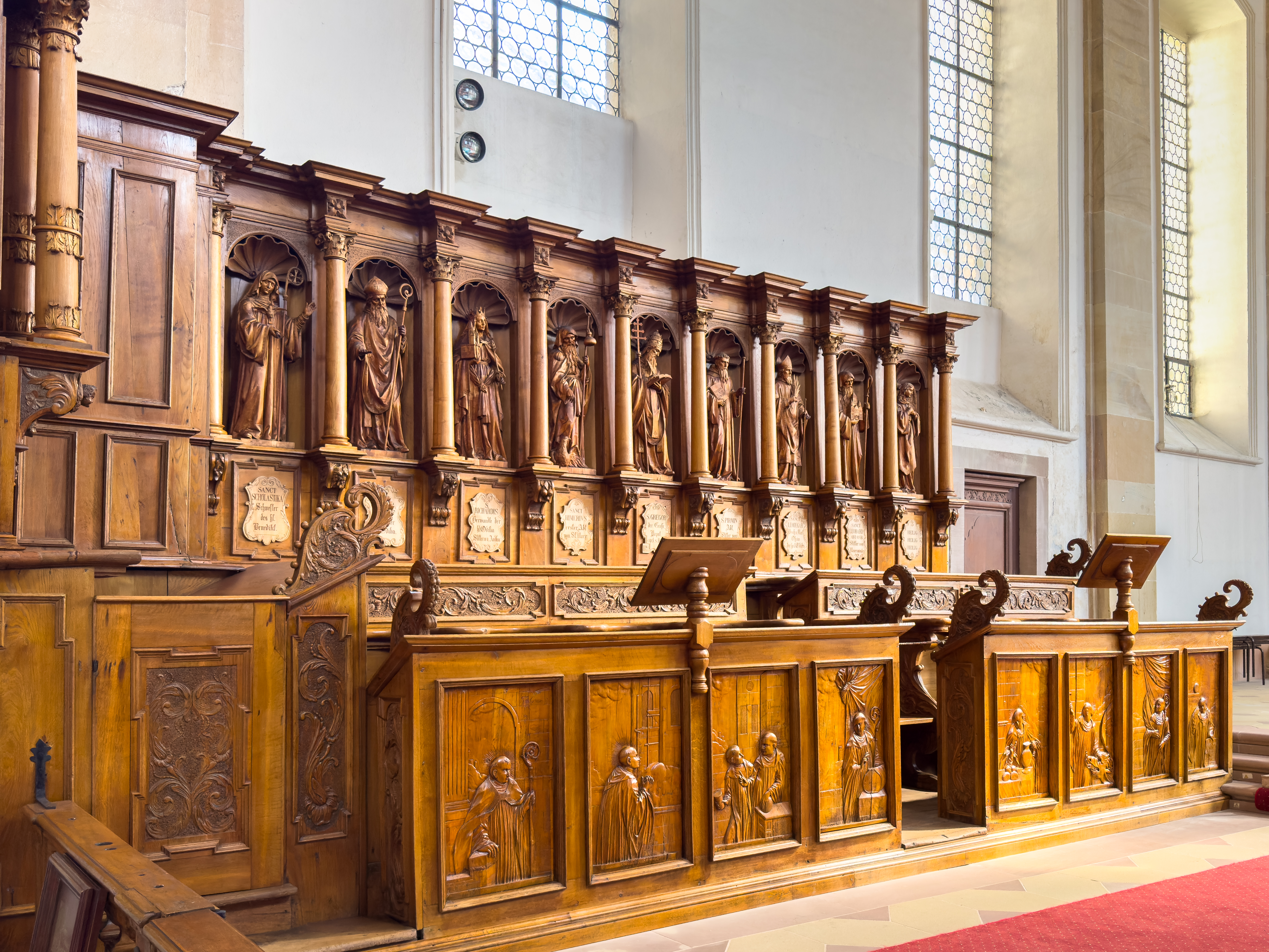
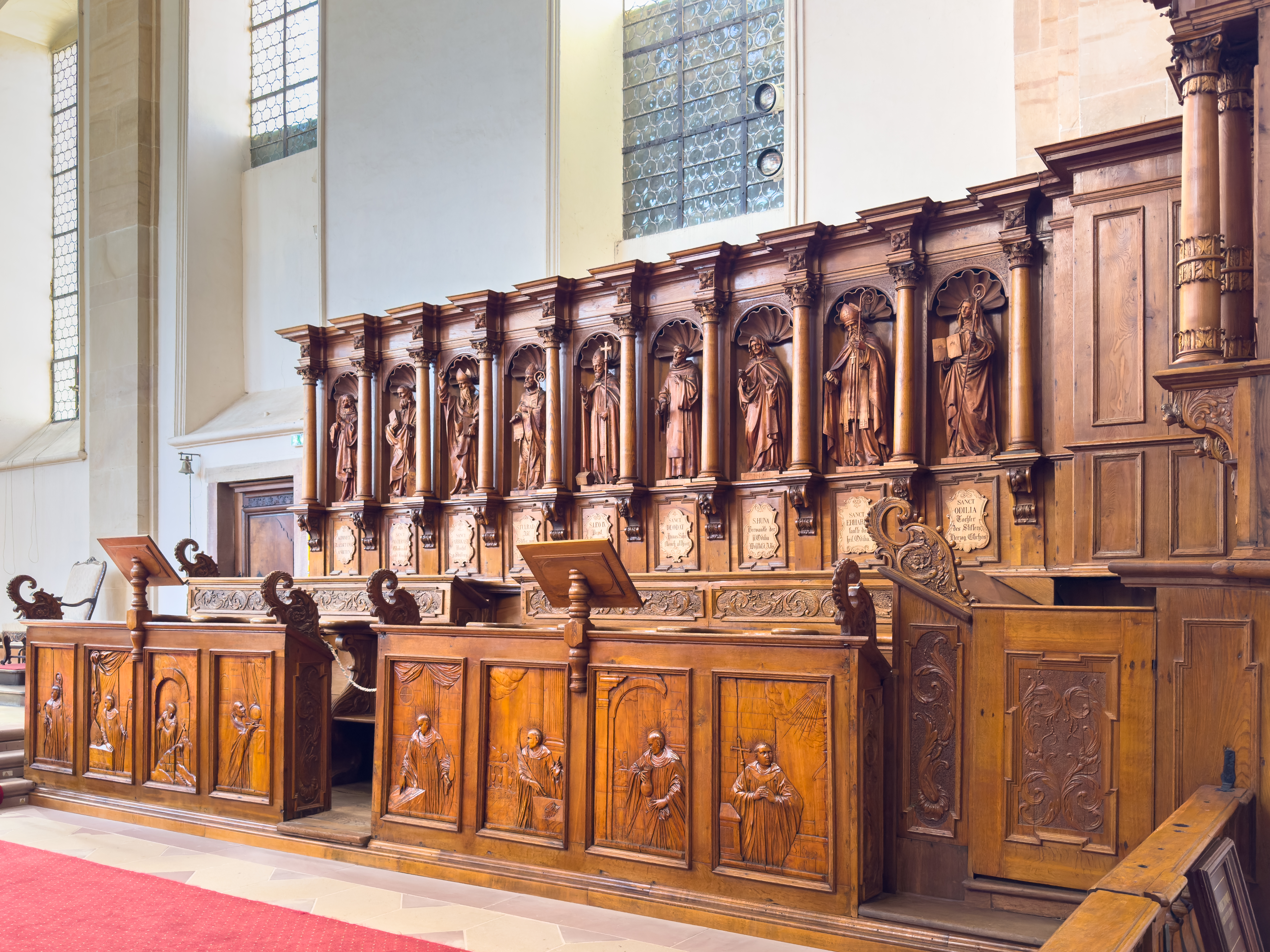
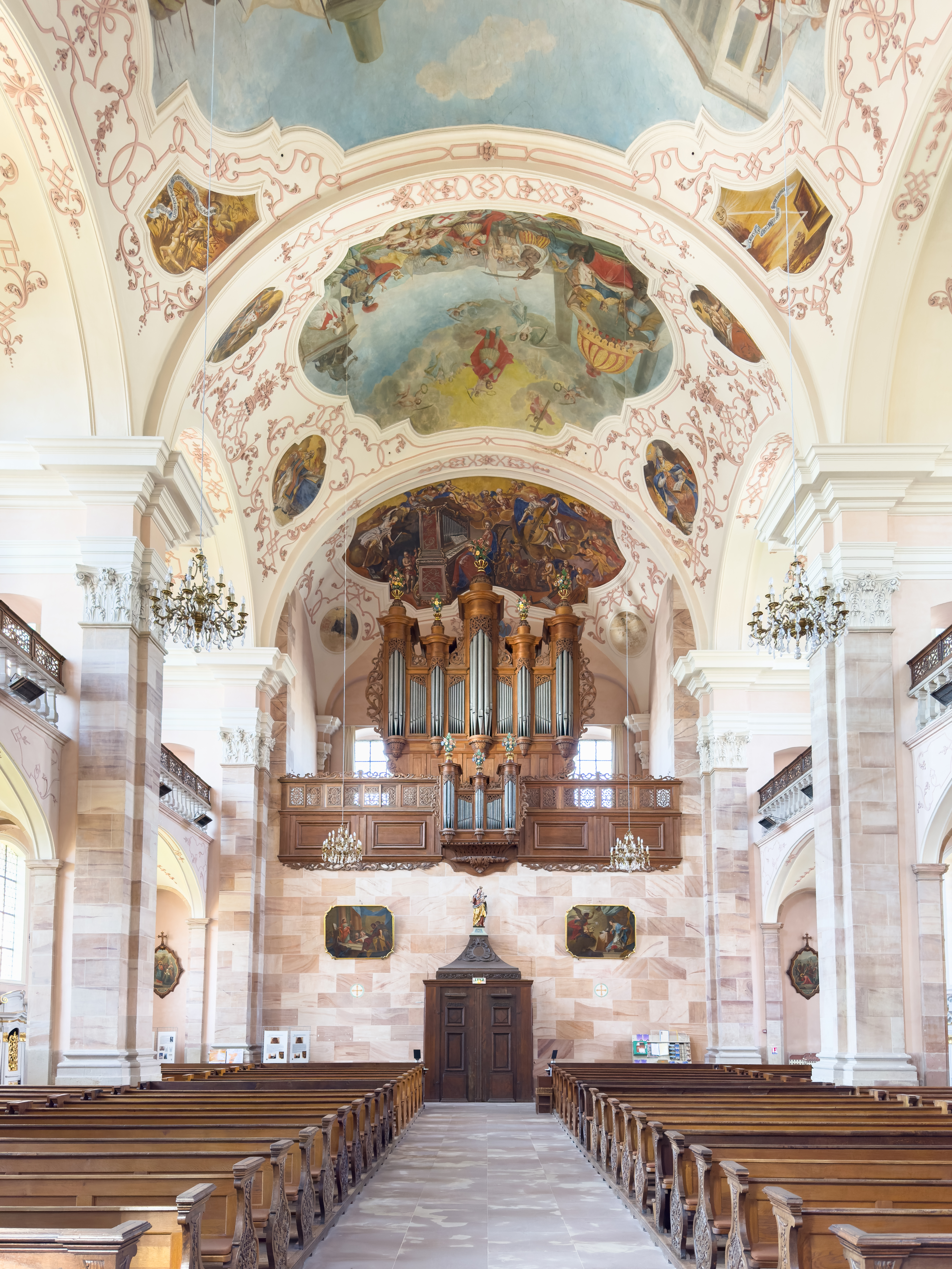
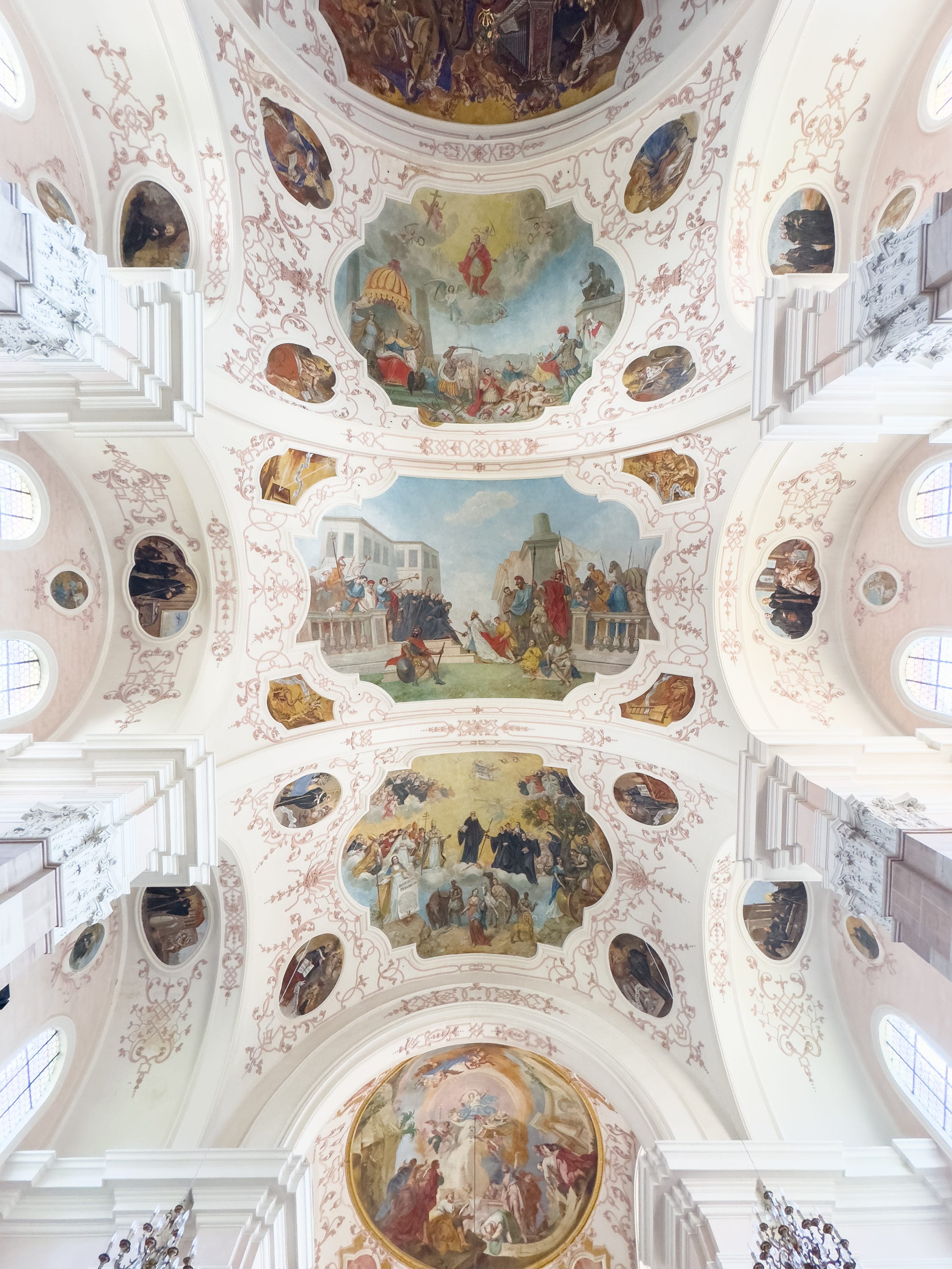
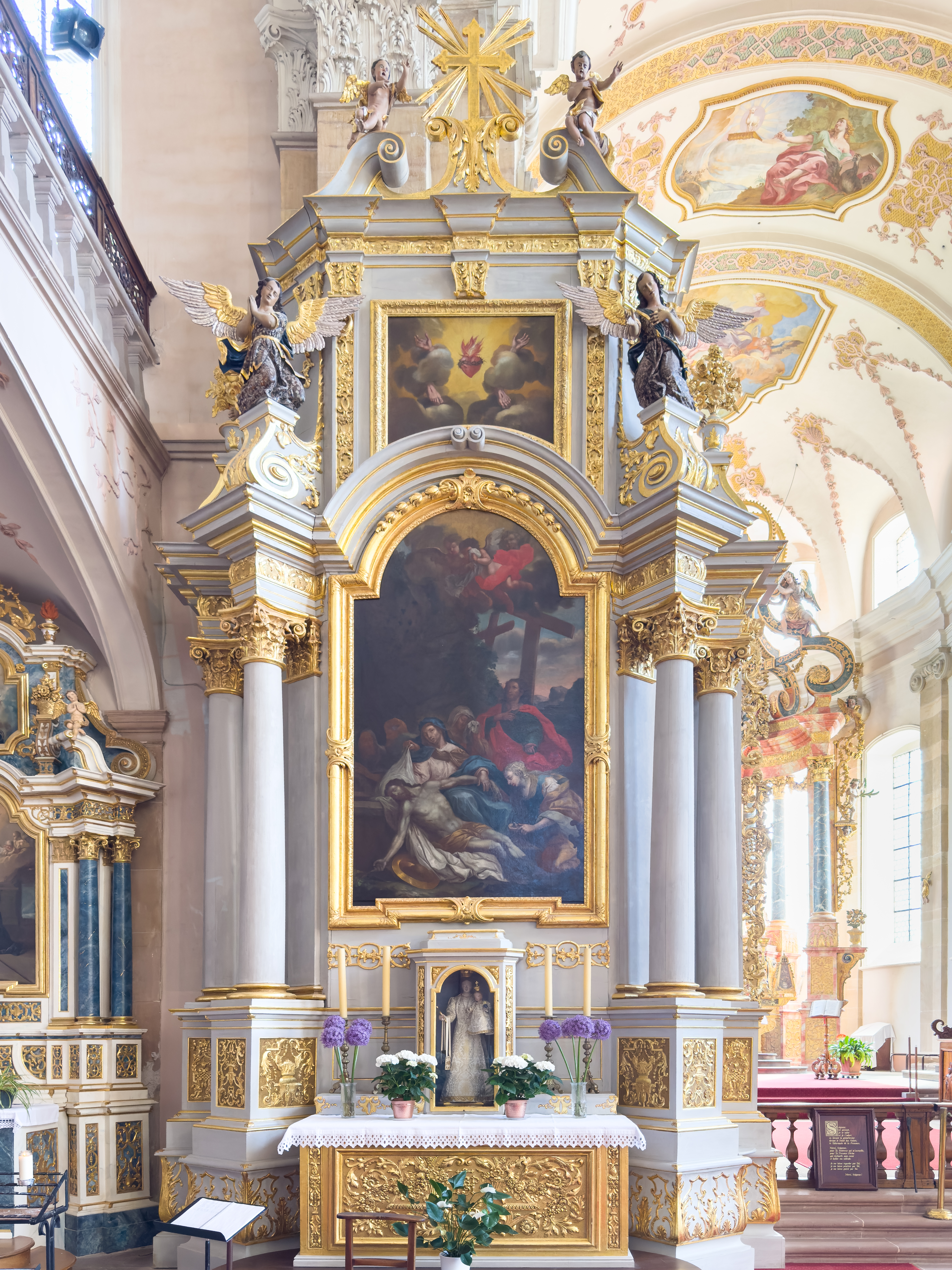
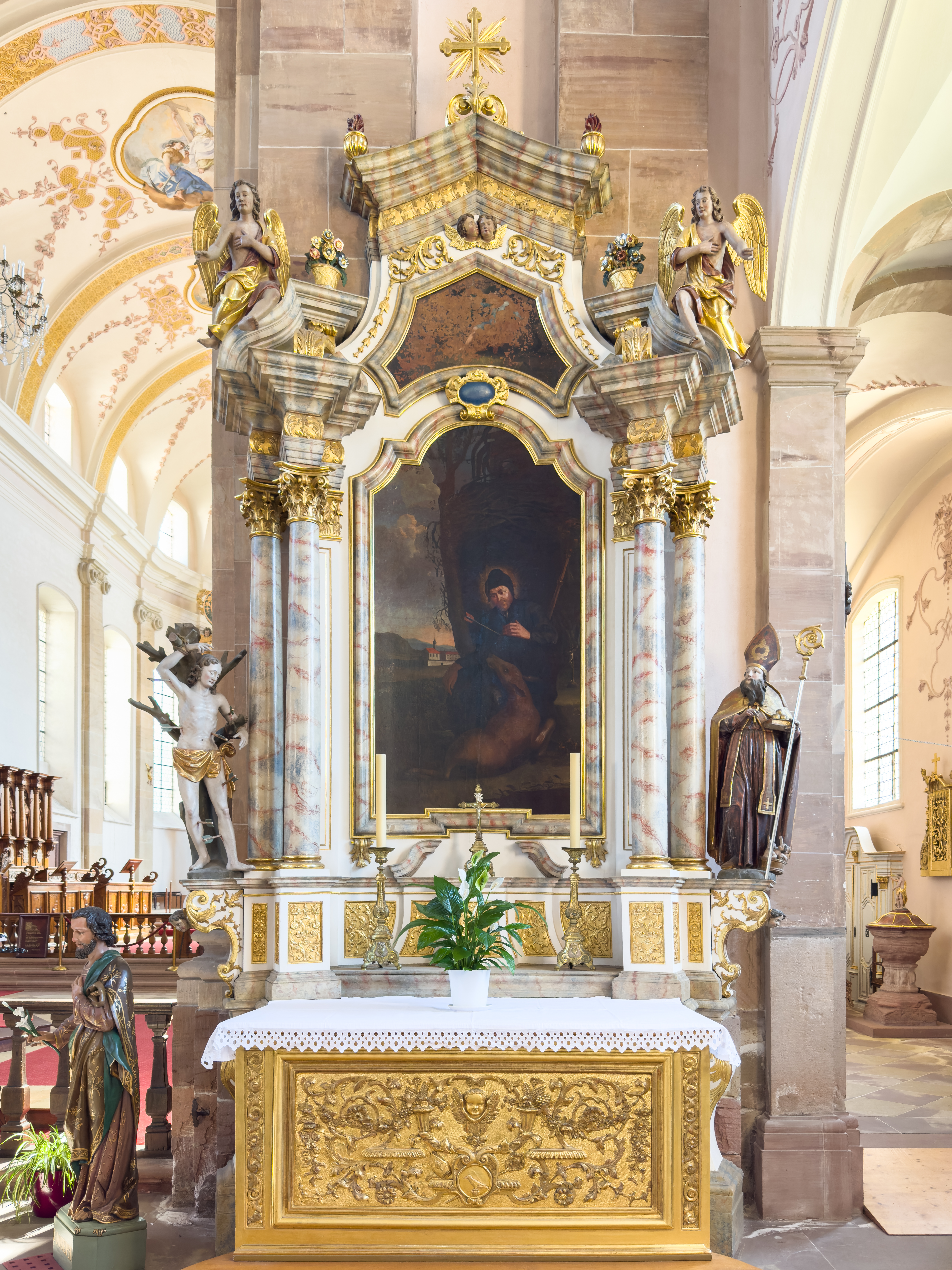
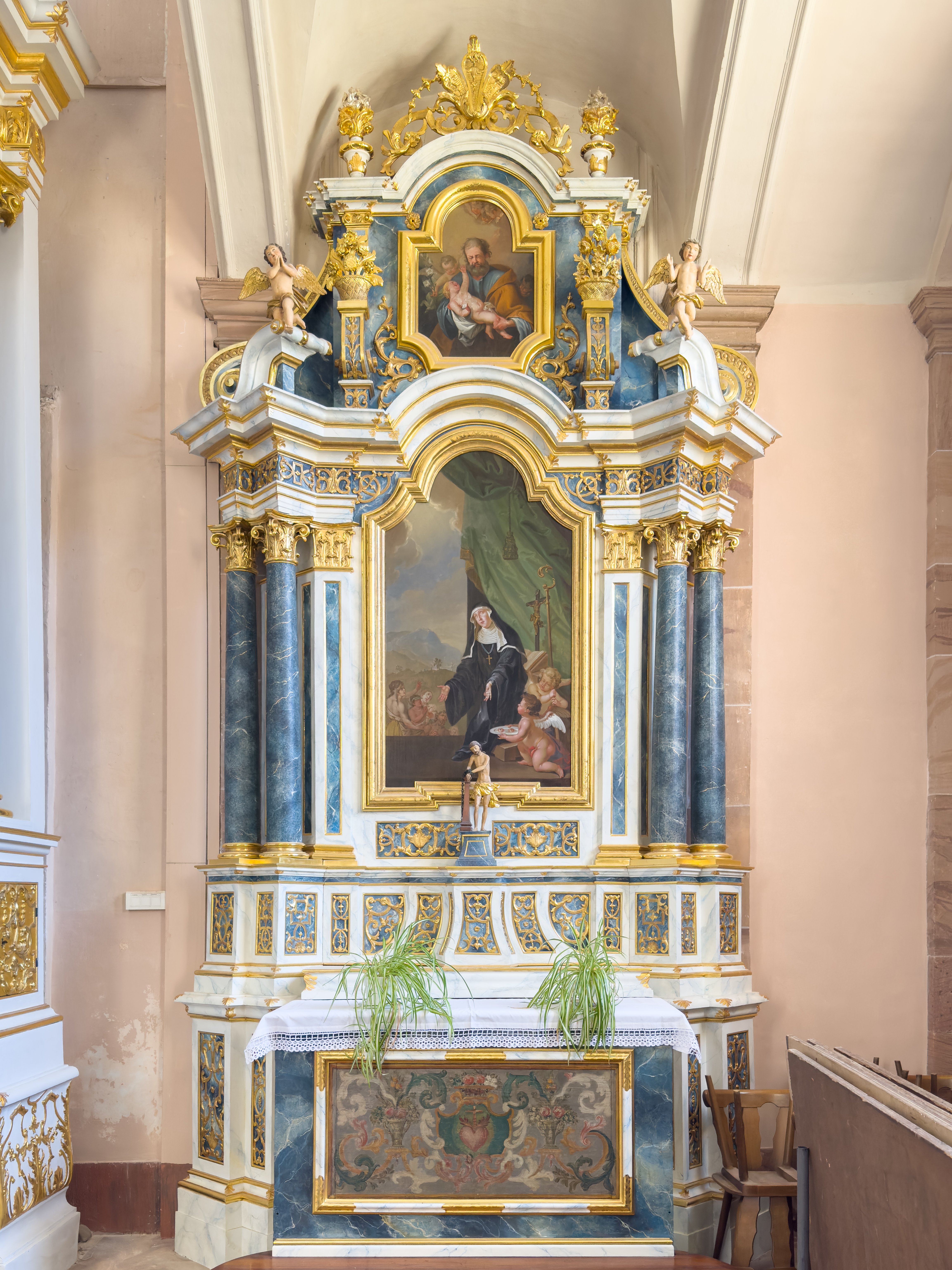
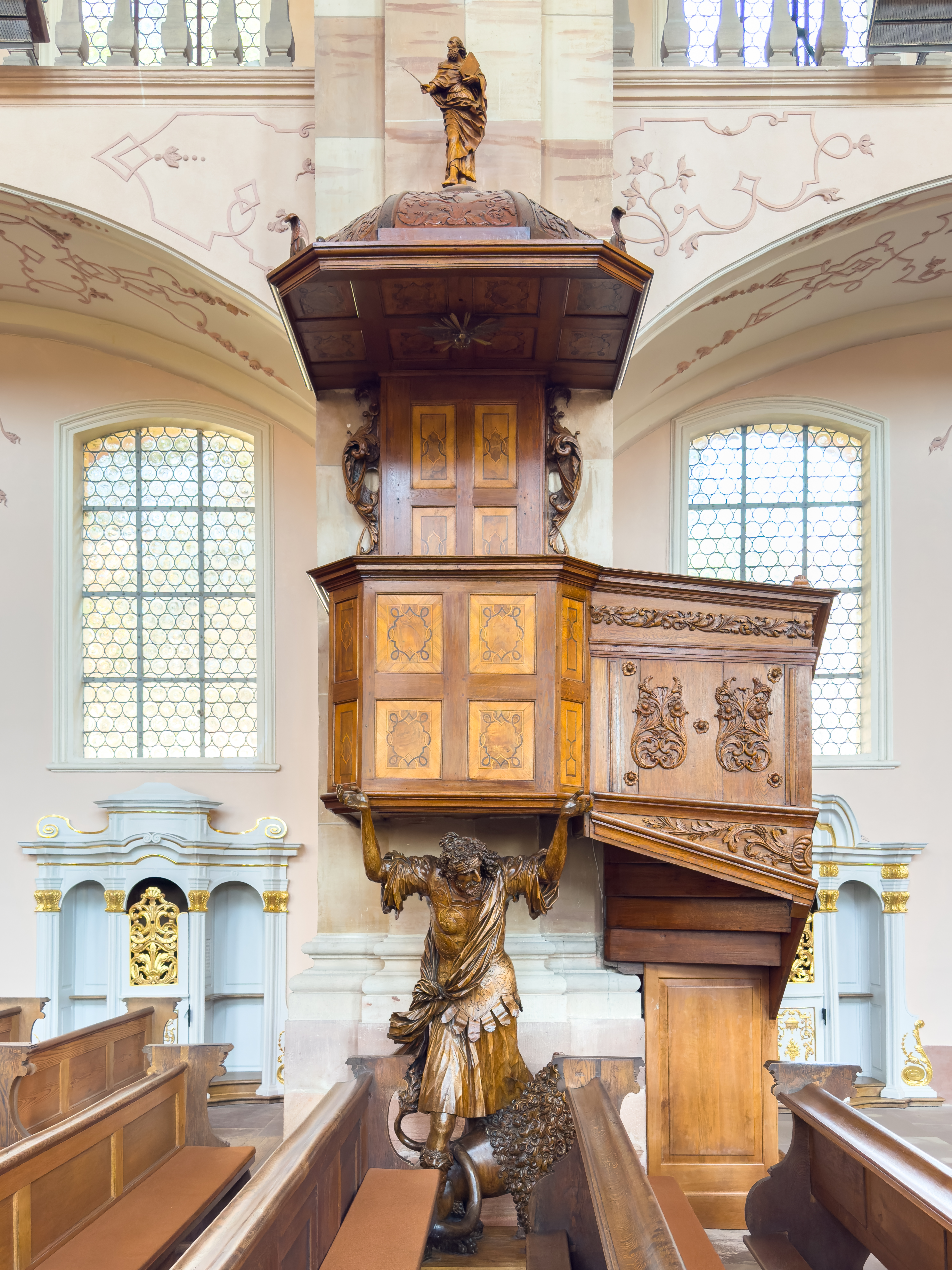

## Ausstattung
- Kanzel (Ebersmunster)
- Beichtstühle (Ebersmunster)
- Kirchenbänke (Ebersmunster)
- Chorgestühl (Ebersmunster)